# Connectix
Connectix Corporation war ein US-amerikanischer Hersteller von Soft- und Hardware, vor allem für Apple-Computer. Die Firma wurde im Oktober 1988 von Jon Garber gegründet. Wichtige Firmenmitglieder waren außerdem Bonnie Fought, Eric Traut und Roy McDonald. McDonald war noch CEO und Präsident, als Connectix schließlich im August 2003 geschlossen und an Microsoft verkauft wurde.

## Wichtige Produkte
- Virtual, das ursprüngliche Flaggschiff, das virtuellen Speicher im klassischem Mac OS wenige Jahre vor Apple in System 7 einführte; Virtual lief auch auf vielen Beschleunigerkarten für den ursprünglichen Macintosh-, Macintosh-Plus- und Macintosh-SE-Linie, bei denen virtueller Speicher von Apple nicht unterstützt wurde.
- MODE32-Software, die das Mac-Speichermanagement auf 32-Bit erweiterte, als Reaktion auf Mac-Käufer, die zu wissen verlangten, warum ihre 32-Bit-68020-Mikroprozessoren nicht auf mehr als 8 Megabyte des RAM zugreifen konnten. Diese Software wurde später an Apple verkauft.
- MAXIMA, ein RAM-Disk-Utility, besser als das später mit dem Mac OS ausgelieferte, weil der Inhalt nach einem Neustart wiederhergestellt werden konnte und das Booten von der Ramdisk ermöglichte.
- RAM Doubler, das erste Produkt zur Kompression des virtuellen Speichers; Es verkaufte sich viele Jahre lang sehr gut, war aber nach einigen Jahren überholt, da Apple die Verwaltung des virtuellen Speichers verbesserte und die RAM-Preise fielen.
- Ram Doubler for Windows, ein Produkt für Windows 3.1x, das den Systemressourcenspeicher, durch Verwenden einer Kompressionstechnik, vergrößerte. Dadurch wurde die Ausführung von mehr Anwendungen erlaubt bzw. die Ausführung ressourcenhungriger Software erleichtert und insgesamt das System stabilisiert, da Systemressourcenspeicher ein dauerhaftes Problem der 16-Bit-Windows-Versionen war. Das Problem wurde von Microsoft mit Windows 9x mit einem Trick auf andere Art entschärft, jedoch erst in Windows NT behoben.
- Speed Doubler verband einen erweiterten Disk-Cache, ein besseres Finder-Kopierwerkzeug und einen dynamisch wiederkompilierten 68k-to-PowerPC-Emulator, der schneller war als die Emulatoren, die Apple in mit den PowerPC-Macs mitlieferte. Er war letztlich überholt, weil nur für 68k-Prozessoren verfügbare Anwendungen selten wurden, und der Mac-OS-Code verbessert wurde.
- Quickcam-Webcams – ursprünglich das alleinige Design von Jon Garber; er wollte es die 'Mac-Kamera' nennen, aber dies wurde durch das Marketing untersagt, da es die Möglichkeit sah, dass daraus ein plattformübergreifendes Produkt wird. Tatsächlich sollte es 14 Monate später das zweite Connectix-Produkt für Windows werden (Mac QuickCam wurde ab August 1994, RAM Doubler for Windows ab April 1995 und QuickCam for Windows ab Oktober 1995 verkauft). Die Hardware-Sparte wurde später an Logitech verkauft.[1]
- Virtual Game Station, PlayStation-Emulation. Die Software wurde an Sony verkauft, nachdem diese im Rechtsstreit unterlagen und der Vertrieb anschließend sofort gestoppt.
- Virtual PC – Emulationssoftware (x86-basierter PC) für PowerPC-basierte Macintosh-Computer. Daraus resultierende Entwicklungen: die Virtualisierungssoftware Virtual PC und Virtual Server für Windows. Die Software wurde nach der Übernahme von Microsoft weiterentwickelt. Die Mac-Version wurde unter Microsoft nach der Umstellung von PowerPC- auf Intel-basierte Macs eingestellt.

## Geschichte
Mit dem Verkauf der Virtual-PC-Entwicklung und dessen technischer Unterstützung wurde ein Großteil des Personals an Microsoft übertragen. Die Produkte für Macintosh, einschließlich DoubleTalk, CopyAgent und RAM Doubler, wurden nicht fortgeführt.